# Бива
Бива (на японски: 琵琶) е японски струнен музикален инструмент.
Терминът бива обединява редица японски музикални инструменти от семейството на лютните. В Япония отдавна са разпространени (упоменати са в писмени източници още от 8 век) две разновидности на бивата — гакубива и гогенбива.
Гакубива e инструмент с крушовидна форма с къс гриф, на който са разположени 4 лада, и извита назад глава, оборудвана с четири ключа за настройка на четирите копринени струни. Настройката е в съответствие с шестладовата тоналност на класическата японска музика гагаку.
Дължината на инструмента е 122 cm, ширината – 41 cm. Специфичният звук се получава с помощта на перце (до 18 cm).
По-късно възникват нови разновидности бива (сасабива, хейкебива, сацубива), които се използват за съпровод при пеене на будистки притчи и военни разкази. През 19 век се появява последният вариант на този тип инструменти - тикудзенбива.
Според легендата, бива е любимия инструмент на Бентен, богинята на музиката, красноречието и поезията.